# Chronologie de l'Antarctique
Cette page dresse la chronologie de l'Antarctique avec ses repères principaux. Pour une approche plus complète du sujet, voir l'article : Histoire de l'Antarctique.

## Avant leXVIIIesiècle
- VIe siècle av. J.-C. - IIIe siècle av. J.-C. : À partir de Platon, on admet généralement, dans la Grèce antique, que la terre est sphérique.  Les philosophes grecs théorisent aux antipodes nord et sud des régions polaires.
- 150 : Ptolémée publie Géographie, qui précise une Terra Australis Incognita.

## XVIIIesiècle
- 1772 - 1775 : Deuxième expédition Cook, elle atteint la latitude 71° 10' Sud.

## AuXIXesiècle
- 1819 - 1821 : Expédition Bellingshausen
- 1821 - 1824 : Expédition Weddell
- 1936 - 1937 : Expédition Lars Christensen
- 1838 - 1839 : Expédition Nouvelle-Souabe
- 1839 - 1840 : Expédition Dumont d'Urville
- 1839 - 1842 : Expédition Wilkes
- 1839 - 1843 : Expédition Erebus et Terror
- 1882 - 1883 : Première année polaire internationale
- 1895 - 1922 : Période nommée « Âge héroïque de l'exploration en Antarctique »
- 1897 - 1899 : Expédition antarctique belge
- 1898 - 1900 : Expédition Southern Cross

## AuXXesiècle
- 1901 - 1904 : Expédition Discovery
- 1901 - 1903 : Expédition Gauss
- 1901 - 1903 : Expédition Antarctic
- 1902 - 1904 : Expédition Scotia
- 1903 - 1905 : Première expédition Charcot
- 1907 - 1909 : Expédition Nimrod
  - 9 mars 1908 : première ascension du mont Erebus
  - 17 janvier 1909 : le pôle Sud magnétique est atteint
- 1908 - 1910 : Seconde expédition Charcot
- 1910 - 1912 : Expédition antarctique japonaise
- 1910 - 1912 : Expédition Amundsen
  - 14 décembre 1911 : le pôle Sud est atteint
- 1910 - 1913 : Expédition Terra Nova
- 1911 - 1913 : Expédition Filchner
- 1911 - 1914 : Expédition antarctique australasienne
- 1914 - 1917 : Expédition Endurance
- 1921 - 1922 : Expédition Shackleton-Rowett
- 1929 - 1931 : Expédition BANZARE
- 1932 - 1933 : Deuxième année polaire internationale
- 1934 - 1937 : Expédition British Graham Land
- 1943 - 1945 : Opération Tabarin
- 1946 - 1947 : Opération Highjump
- 1947 - 1948 : Opération Windmill
- 1947 - 1948 : Expédition Ronne
- 1955 - 1956 : Opération Deep Freeze
- 1955 - 1958 : Expédition Fuchs-Hillary
- 1956 - 1957 : Troisième année polaire internationale
- 1957 - 1958 : Année géophysique internationale
- 1957 - 1958 : Base belge roi Baudouin, expédition de Gerlache
- 1959 : Traité sur l'Antarctique
- 1989 - 1990 : Transantarctica
- 2007 - 2009 : Quatrième année polaire internationale, exceptionnellement sur deux années pour avoir un cycle complet hiver/été à chacun des pôles.
- 2011 - 2012 : Expédition Alain Hubert, Station princess Elisabeth, première station écologique
- 2017 : Małgorzata Wojtaczka, spéléologue polonaise de 51 ans, rejoint le pôle sud à pied après 69 jours en solitaire.